# Yuan Meng (hockey sur gazon)
Pour les articles homonymes, voir Yuan (homonymie).
Yuan Meng née le 7 février 1996, est une joueuse chinoise de hockey sur gazon.

## Carrière
Elle a fait partie de l'équipe nationale pour concourir au Champions Trophy d'Asie 2016 à Singapour.

## Palmarès
- : 1re en Coupe d'Asie U21 2015.
- : 2e au Champions Trophy d'Asie en 2016.
- : 2e en Coupe d'Asie 2017.